# Pont en arc sur la Lepenica à Kragujevac (n° 1)
Le pont en arc sur la Lepenica à Kragujevac (n° 1) (en serbe cyrillique : Лучни мост број један преко Лепенице у Крагујевцу ; en serbe latin : Lučni most broj jedan preko Lepenice u Kragujevcu) est situé à Kragujevac, dans le district de Šumadija, en Serbie. Il est inscrit sur la liste des monuments culturels protégés de la république de Serbie (identifiant no SK 1486).

## Présentation

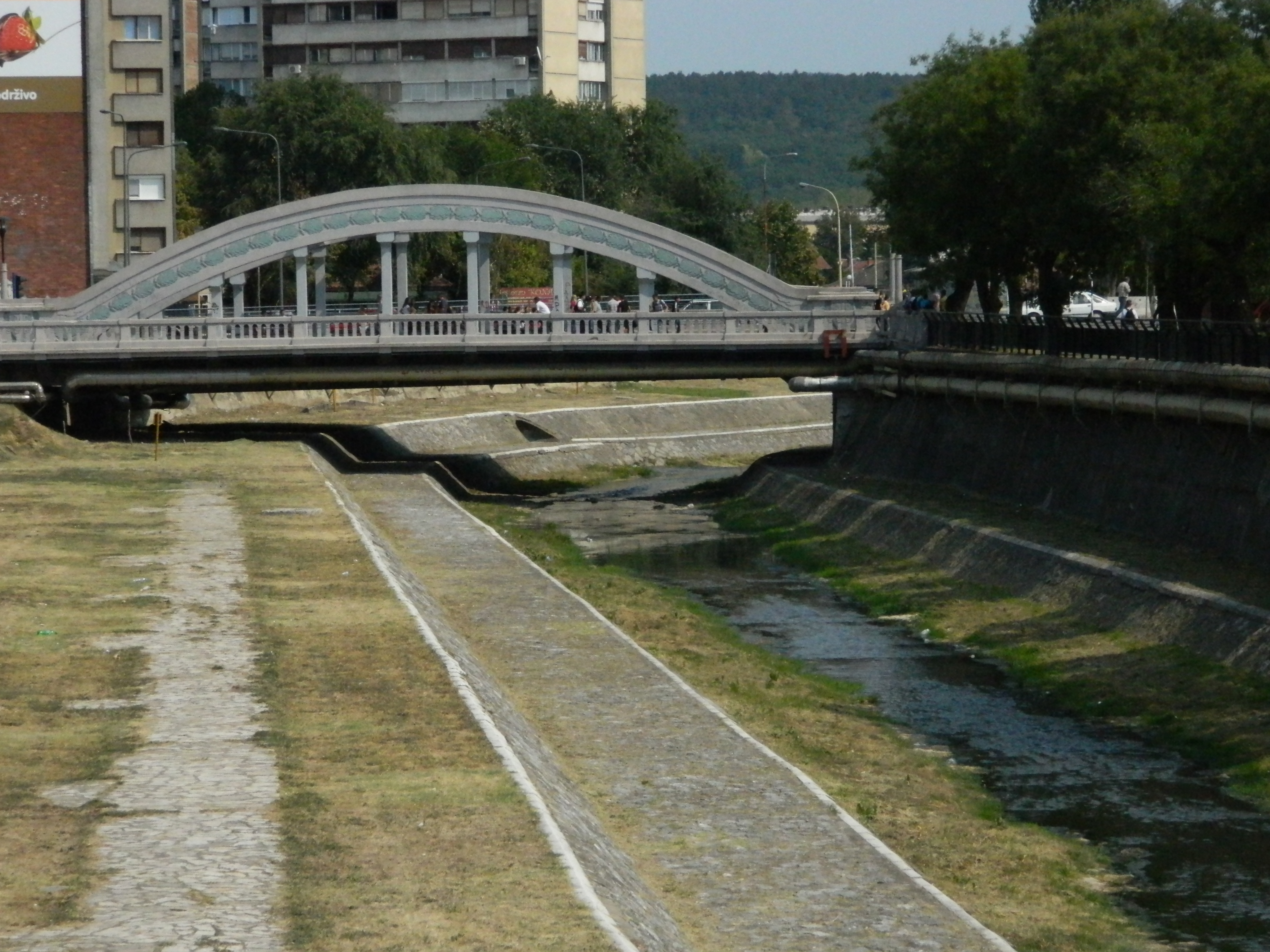
Autre vue du pont.

Le pont en arc no 1 forme un ensemble avec le pont en arc no 2. Il a été construit en 1923 selon des plans de l'ingénieur du ministère de la Construction Vasa Novičić.
Le pont est construit en béton armé et dispose d'une portée de 30 m. Le système de suspente consiste en un arc qui maintient un tablier à trois voies. La largeur totale du pont est de 11,65 m, dont 6,20 m pour la chaussée centrale et 1 m pour chacun des deux passages piétonniers latéraux. La suspente prend la forme d'une parabole qui donne au pont toute son élégance ; la suspente est soutenue par des piliers massifs.